# Franz von Magnis

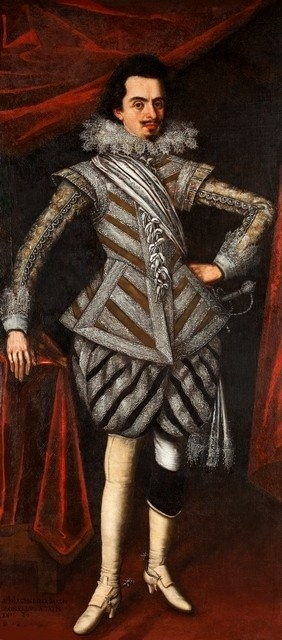
Franz von Magnis, 1622, Nationalmuseum in Posen

Franz Graf von Magnis (auch Franz de Magni; Franz Graf von Magnis auf Straßnitz; tschechisch František hrabě z Magnis, auch hrabě František Magnis ze Strážnice; * 10. November 1598 in Prag; † 6. Dezember 1662 ebenda) war ein böhmisch-mährischer Adliger und Generalfeldmarschall. Er entstammte dem Adelsgeschlecht Magnis (de Magni), dessen Vorfahren in der Lombardei beheimatet waren. 1622 wurde er in den Freiherren-, 1629 in den Grafenstand und 1637 in den erblichen Reichsgrafenstand erhoben.

## Leben
Seine Eltern, die beide einer Mailänder Kaufmannsfamilie entstammten, waren Constantin de Magni (1527–1606), Kaiserlicher Geheimrat in Wien, und Octavia (um 1562–nach 1616), Tochter des Giovanni Paolo Carcassola. 1588 übersiedelten die Eltern zusammen mit ihren Söhnen Rudolf und Valerian nach Prag, wo 1590 der dritte Sohn Philipp und schließlich 1598 als jüngster Sohn Franz geboren wurden.
Franz, der ein eifriger Katholik war, diente im Dreißigjährigen Krieg in den Reihen der Kaiserlichen. Vermutlich wegen seiner Verdienste in der Schlacht am Weißen Berg wurde er 1622 von Ferdinand II. in den Freiherrenstand erhoben. Magnis betätigte sich nach 1622 als Landwirt und erfand ein Verfahren zur Herstellung von Branntwein aus Trestern, das er vom Kaiser patentieren ließ. Im selben Jahre kaufte er zusammen mit seinem Bruder Philipp vom Fürsten Karl von Liechtenstein die böhmische Herrschaft Žleby, die die Brüder 1629 an Jan Rudolf Trčka von Lípa veräußerten.
Im Jahre 1628 erwarb Franz von Magnis das Schloss Straßnitz in Mähren, auf dem er residierte. Nachdem er 1629 für 200.000 Gulden die Herrschaft Straßnitz erworben hatte, folgte mit dem Prädikat „von Straßnitz“ die Erhebung in den Grafenstand. Nachfolgend setzte er sich in seinen Gebieten für die Rekatholisierung ein. Der evangelische Pfarrer, der Straßnitz verlassen musste, wurde durch einen katholischen ersetzt. 1633 berief Franz von Magnis die in der Bildung und Erziehung engagierten Piaristen nach Straßnitz, die dort ein Gymnasium gründeten. 1635 kaufte er für 3000 Rheinischer Gulden die in Südmähren gelegene Herrschaft Keltschan hinzu.
Am 2. Juni 1637 erhob Ferdinand III., kurz nach seiner Thronbesteigung, den Freiherrn Franz von Magnis in den erblichen Reichsgrafenstand. 1640/41 bekleidete Franz von Magnis das Amt des Landeshauptmanns von Mähren und von 1646 bis 1649 war er Landeshauptmann des böhmischen Erbfürstentums Oppeln-Ratibor, das seit 1645 als Ersatz für nicht bezahlte Mitgift mehrerer nach Polen verheirateter österreichischer Prinzessinnen an das polnische Königshaus verpfändet war. Am 1. Februar 1649 wurde er zum Oberstlandrichter für Mähren ernannt.
1648 stiftete er dem Kapuzinerorden Grundstücke auf dem Kohlenmarkt (jetzt Kapucínské náměstí / Dominikanerplatz) in Brünn. Dort errichteten sie in den nachfolgenden Jahren ein Kloster mit der Klosterkirche Auffindung des hl. Kreuzes.
Franz von Magnis war seit 1635 in zweiter Ehe mit Johanna Franziska, geborene Berger von Berg (Priska Perg z Pergu), verheiratet, die die bei Brünn gelegenen Ortschaften Medlan (Medlánky), Sokolnitz und Lösch (Líšeň) in die Ehe gebracht hatte. Da die Ehe kinderlos geblieben war, bestimmte sie mit Testament vom 29. Februar 1654 ihr Vermögen zur Gründung des Damenstifts „Maria Schul“ (Nadace Maria Školské), in der Mädchen adeliger Herkunft erzogen werden sollten.
Franz von Magnis wurde in der Kirche St. Thomas in Brünn beigesetzt.